# Convento dell'Incarnazione
Il convento dell'Incarnazione è un convento di clausura di monache carmelitane che si trova nella città spagnola di Avila, nella comunità autonoma di Castiglia e León. Questo convento divenne noto perché Santa Teresa d'Avila vi entrò nel 1535, dove fu prima suora e poi madre priora, prima di iniziare la fondazione di conventi del suo nuovo ordine religioso: l'Ordine delle carmelitane scalze. 

Nel 1985 è stato inserito nella lista del patrimonio dell'umanità, come parte della Città vecchia di Avila con le sue chiese fuori le mura.

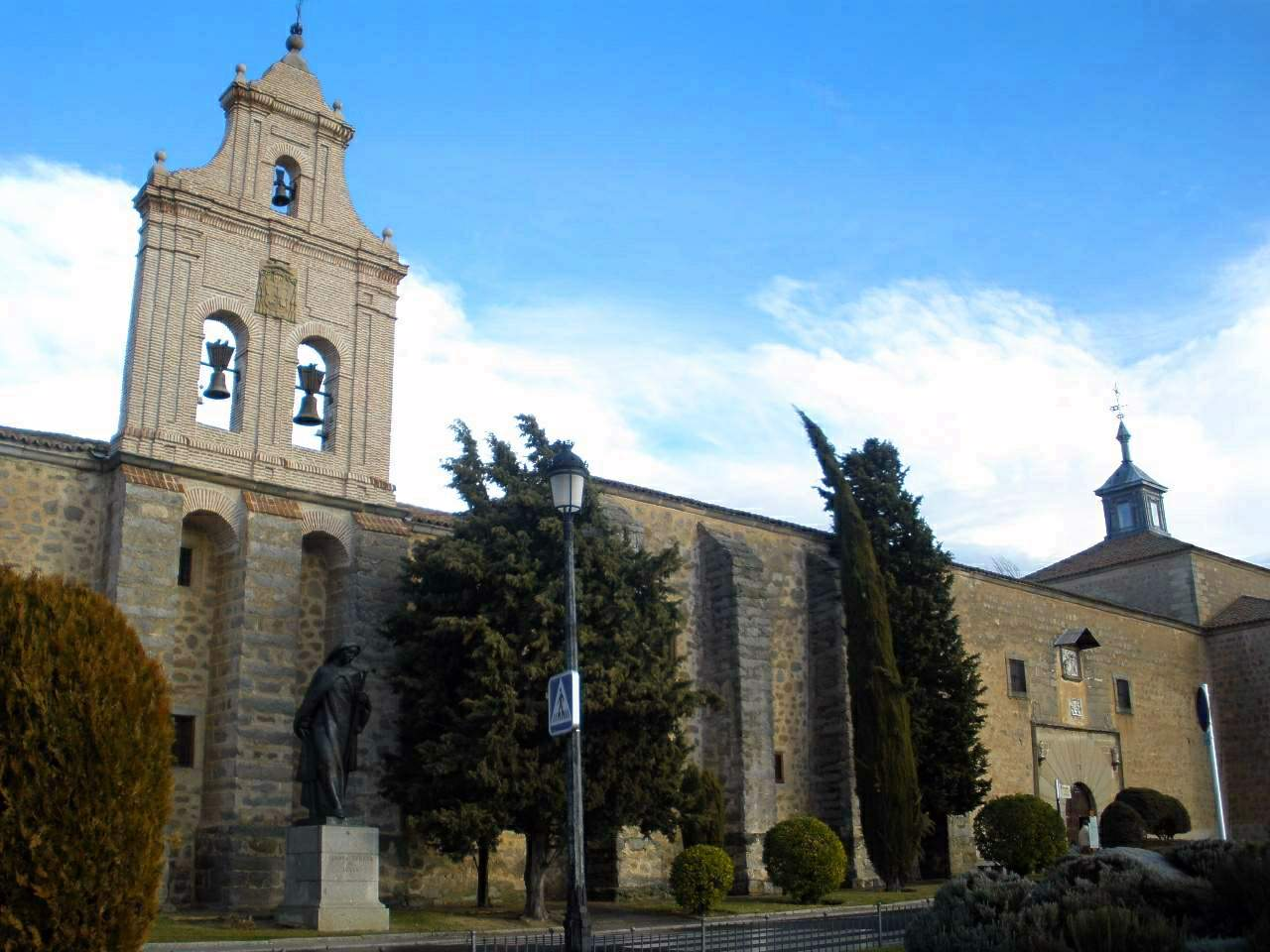
Facciata principale
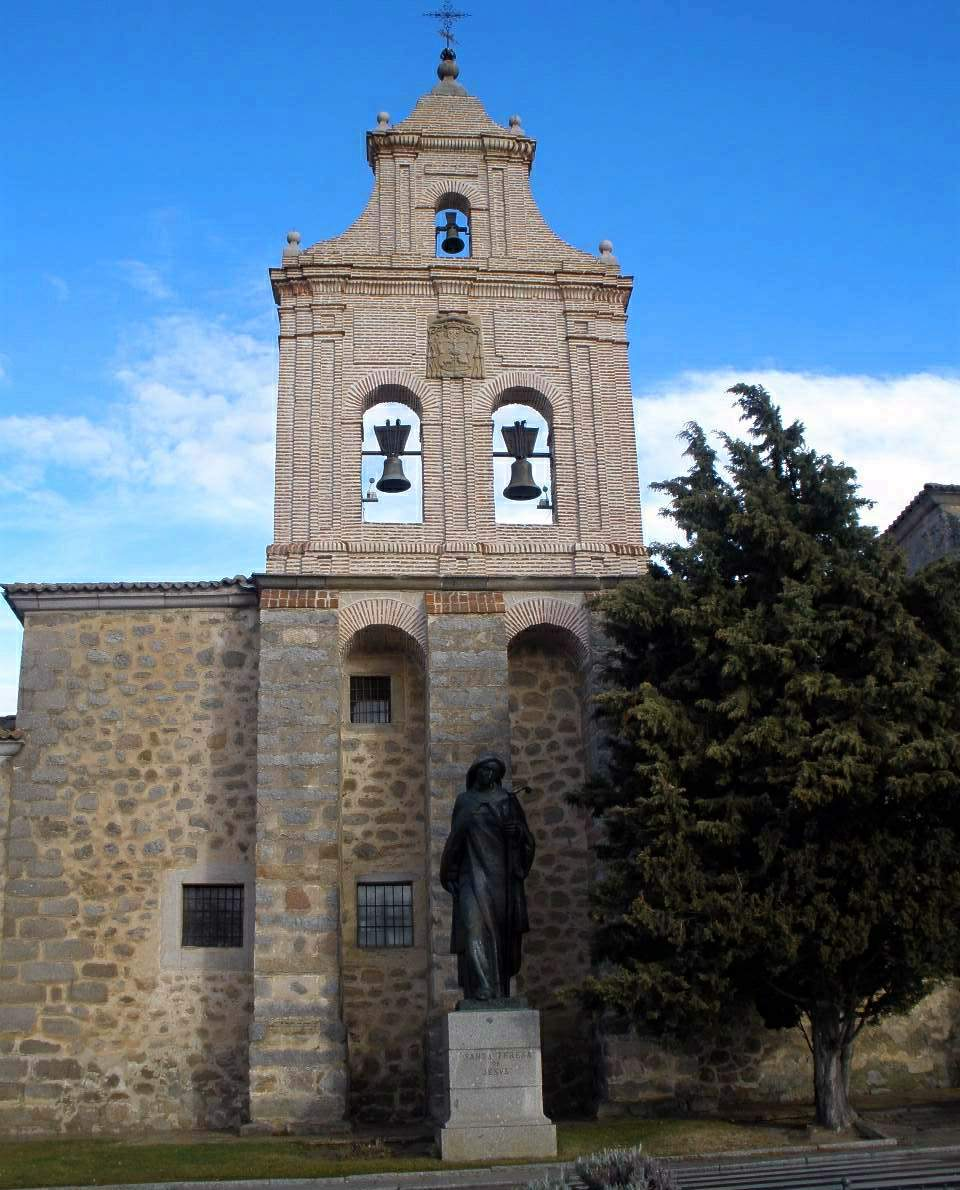
Facciata principale
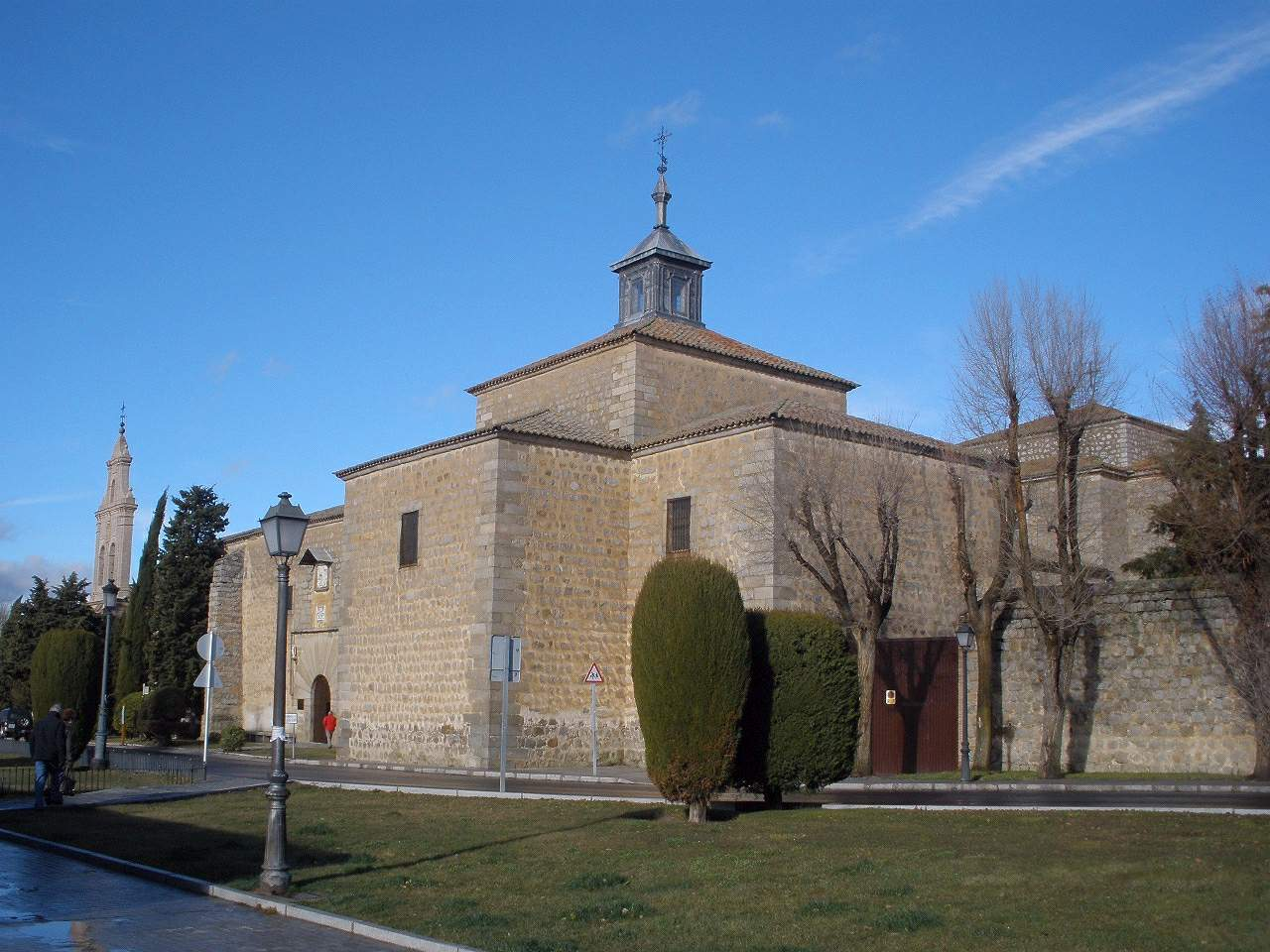
Esterno della cappella dove caddero in estasi Santa Teresa d'Avila e San Giovanni della Croce
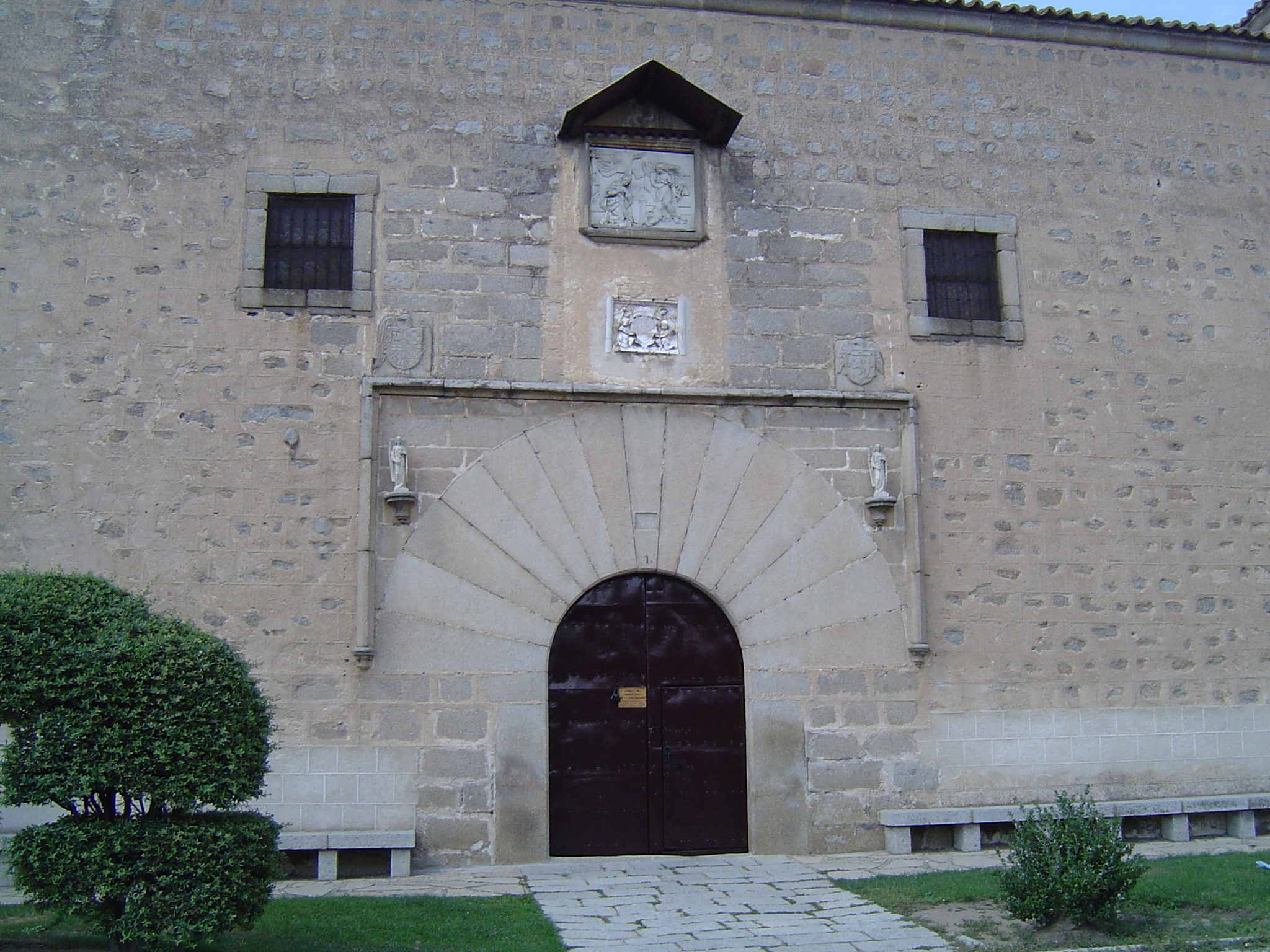
Portale laterale
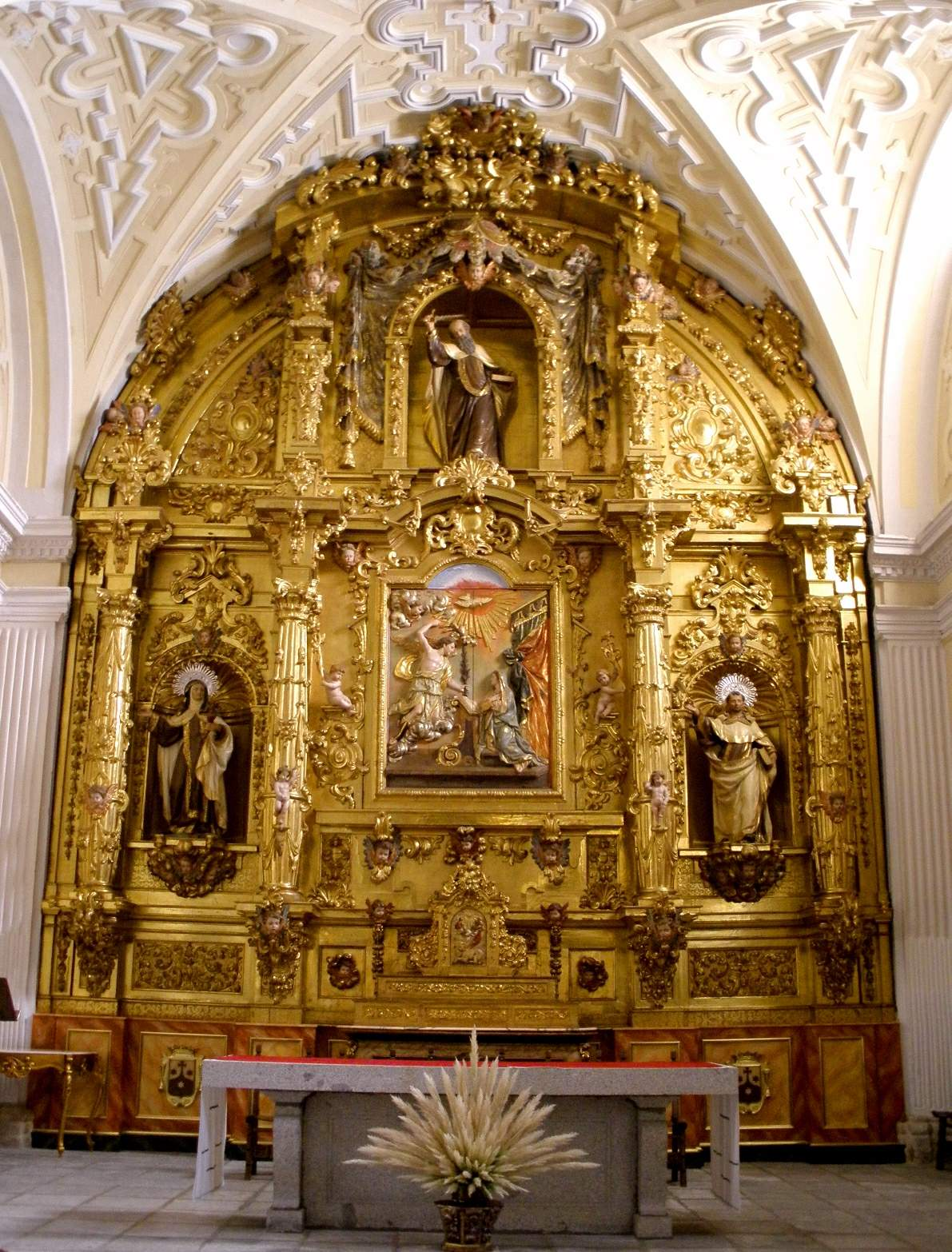
Interno della cappella dove caddero in estasi Santa Teresa d'Avila e San Giovanni della Croce